# Buchette del vino a Firenze

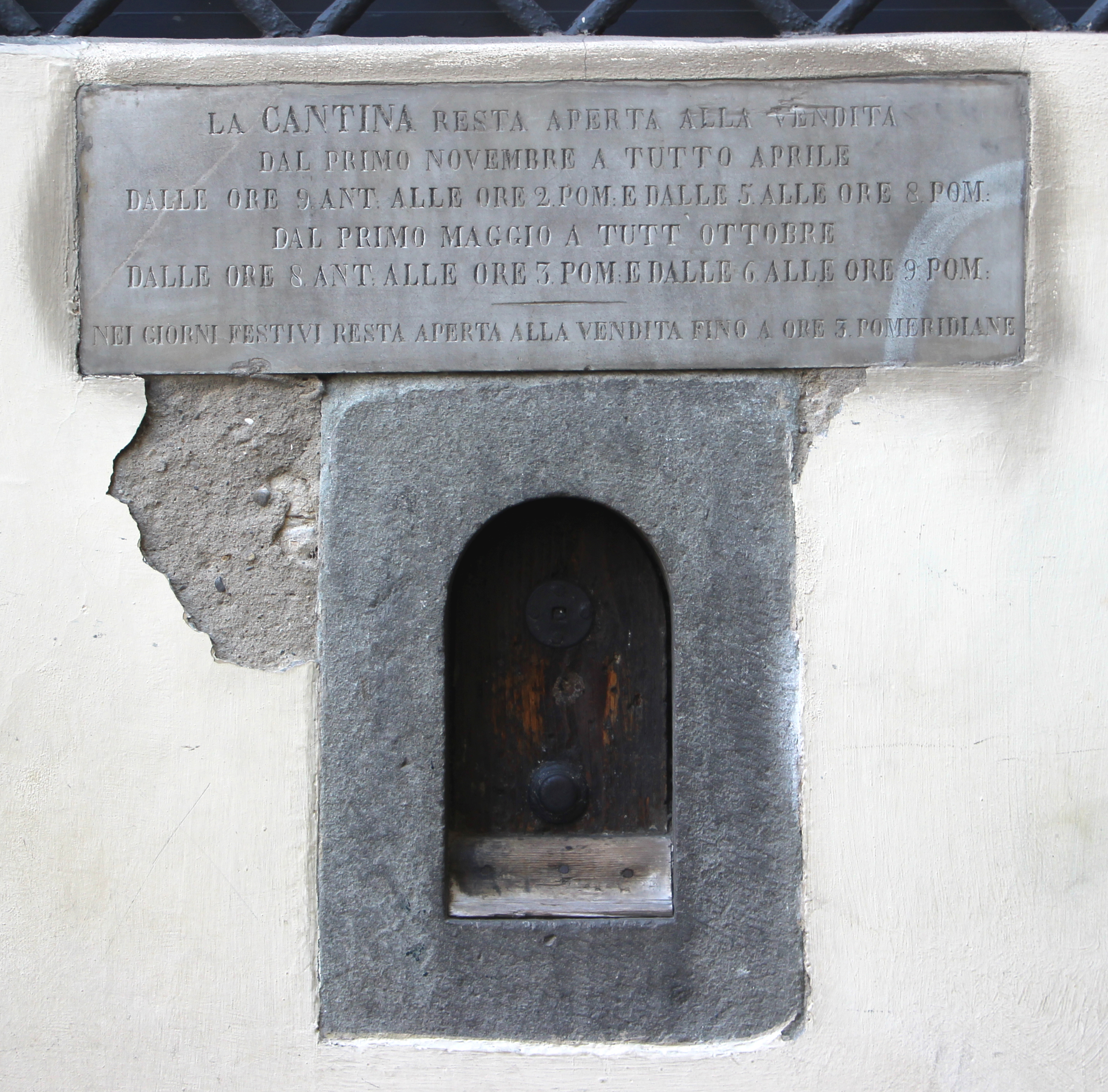
Buchetta del vino in via delle Belle Donne, con una targa che ricorda gli orari di vendita

A Firenze sulle mura di parecchi palazzi del centro storico esistono alcune curiose aperture di piccole dimensioni usate per la vendita del vino direttamente in strada e chiamate le buchette del vino.

## Storia
L'usanza di vendere vino direttamente dai palazzi nobiliari risale più o meno al XVII secolo quando gli stravolgimenti nei mercati europei portarono a una ridefinizione dei commerci internazionali e delle attività manifatturiere, che portò a un inesorabile declino di quelle attività che avevano reso Firenze ricca e potente durante il medioevo e il Rinascimento. In quel periodo le grandi famiglie aristocratiche iniziarono a convertire le proprie attività in terreni agricoli e latifondi, dalla rendita più stabile, dove venivano prodotti vari beni, tra i quali un posto preminente era legato proprio alla produzione vinicola.
Le buchette permettevano di vendere con discrezione il vino al minuto direttamente in strada, evitavano di ricorrere all'intermediazione degli osti e dovevano avere una clientela molto vasta, come dimostra la loro diffusione.
Altra utilizzazione di queste "buchette" riservata esclusivamente ai palazzi nobiliari, era quella di beneficenza. Infatti, si usava lasciare nel piccolo vano che, considerata la sua ridotta altezza da terra garantiva l'anonimato, cibo o una brocca di vino appunto per i più bisognosi. 
Dal punto di vista architettonico le buchette aprivano su un vano al pian terreno del palazzo facilmente collegabile alla cantina, dove un servitore curava la vendita delle bottiglie del vino in determinate ore del giorno. Le aperture permettevano appena il passaggio di un fiasco e presentano quasi sempre una forma a porticina con un archetto superiore, spesso decorato da una cornice con punta a goccia, chiuso da una porticina in legno. Le eleganti cornici di pietra liscia o bugnata che gli conferivano un sobrio aspetto tanto da essere detti in antico "tabernacoli del vino".
Alcune buchette sono oggi murate, mentre altre riportano ancora lapidi che informano i clienti sugli orari di vendita stagionali. Le meglio conservate si trovano in via del Giglio e in via del Sole.
Nel 2020, complice il distanziamento e le restrizioni sociali legati alla pandemia di Covid-19, alcuni locali hanno riaperto delle buchette per servire drink in sicurezza.

## Altre immagini

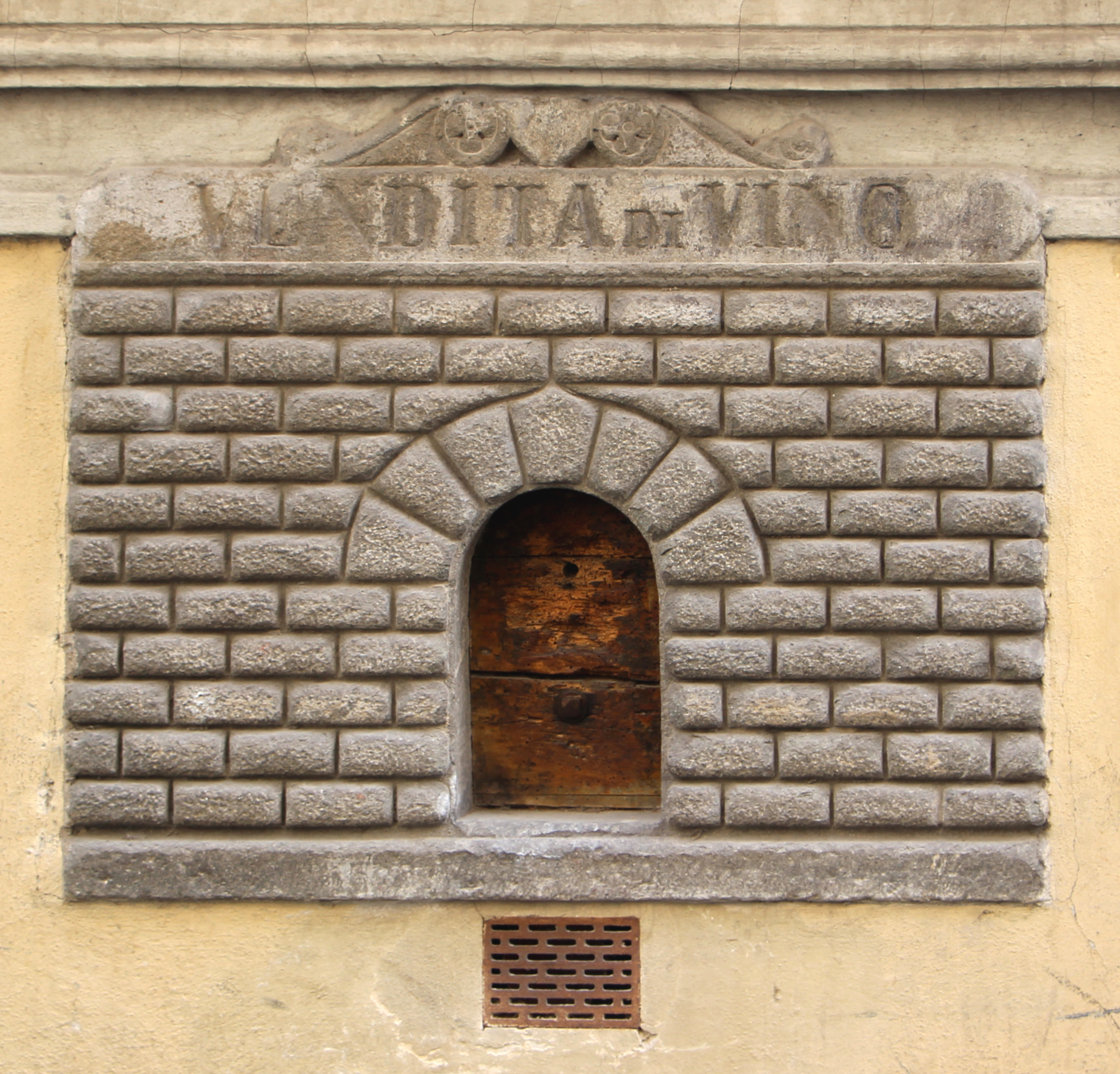
Buchetta di via del Giglio
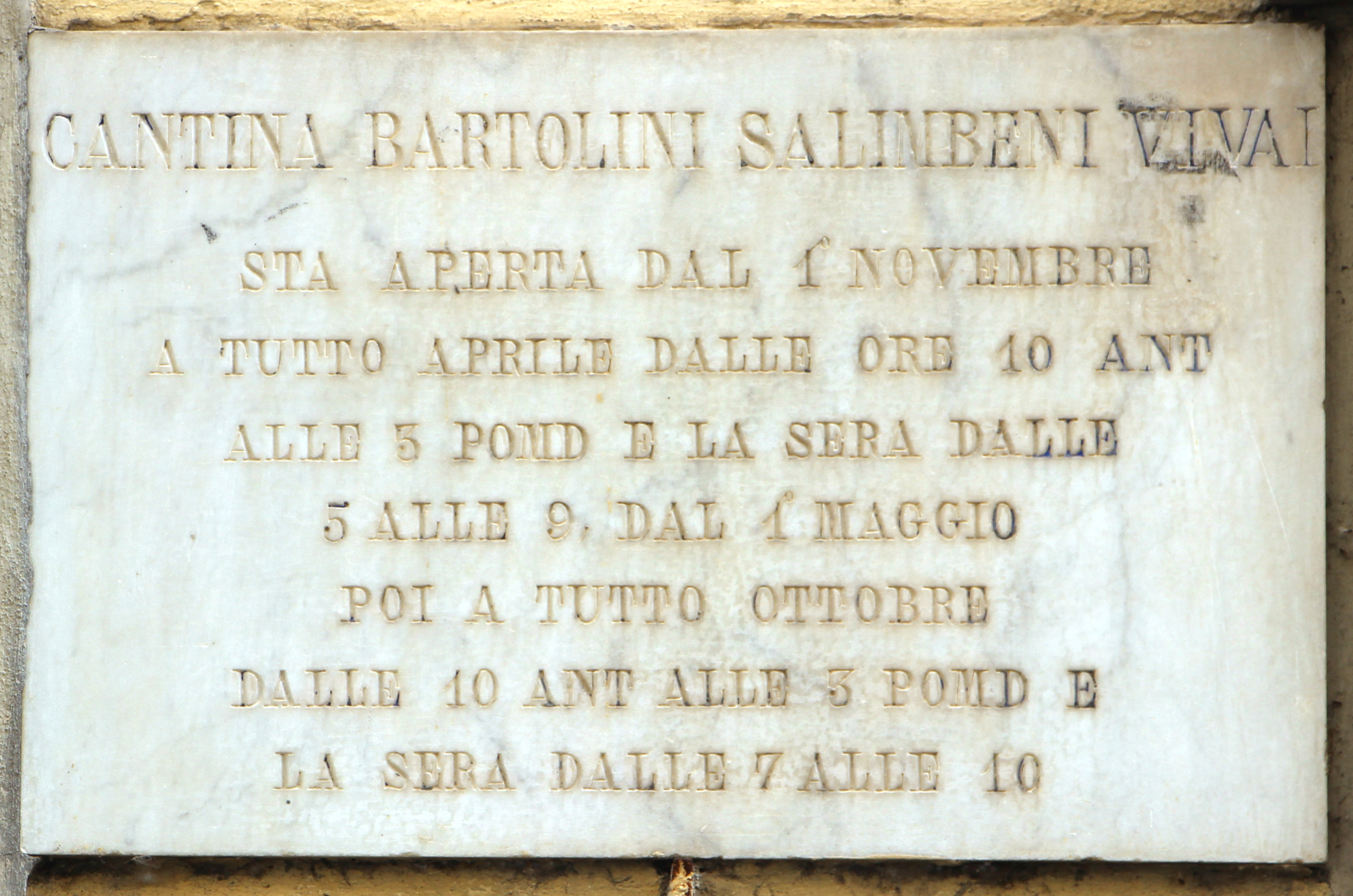
Insegna sulla vendita del vino sempre in via del Giglio
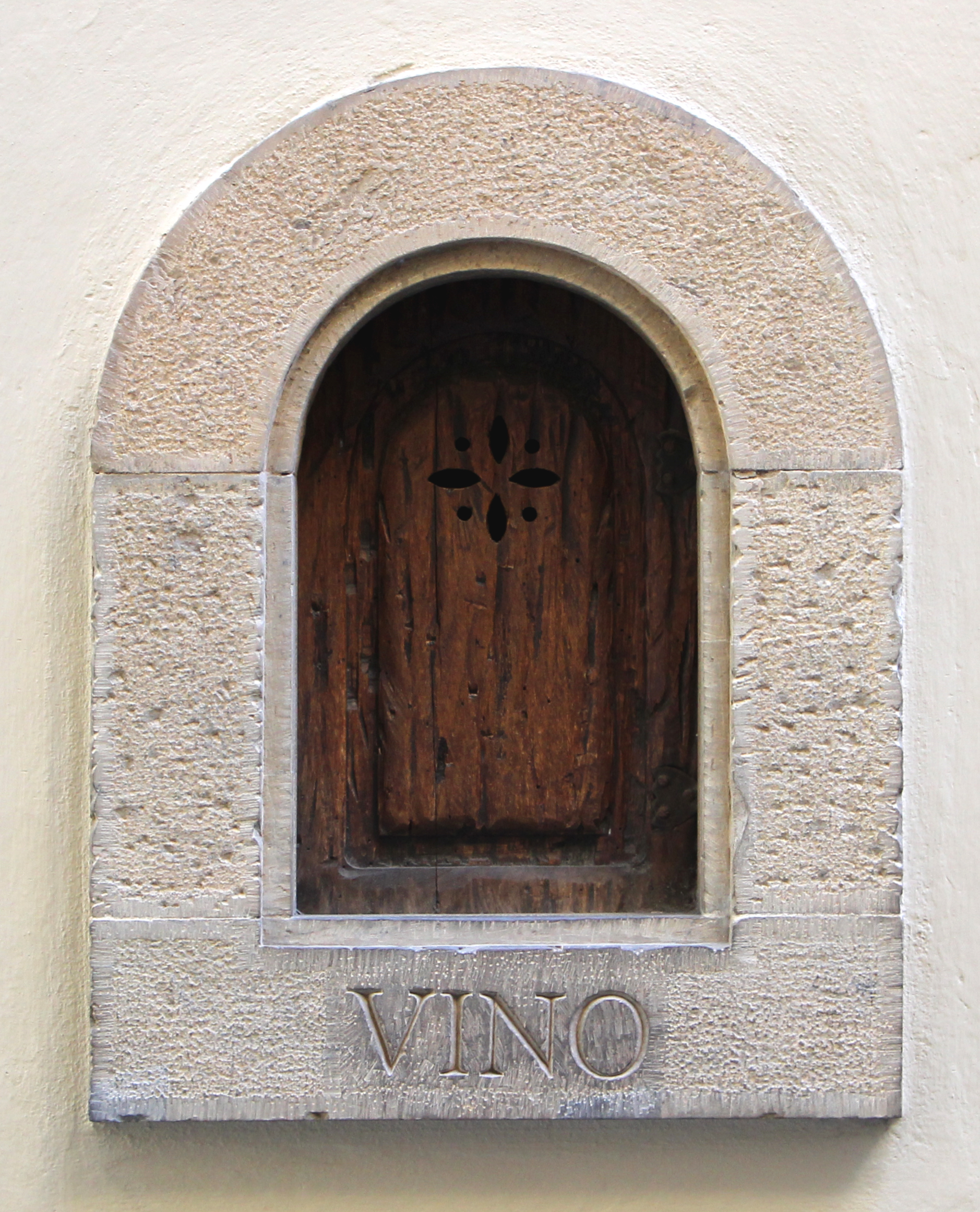
Buchetta di Palazzo Antinori
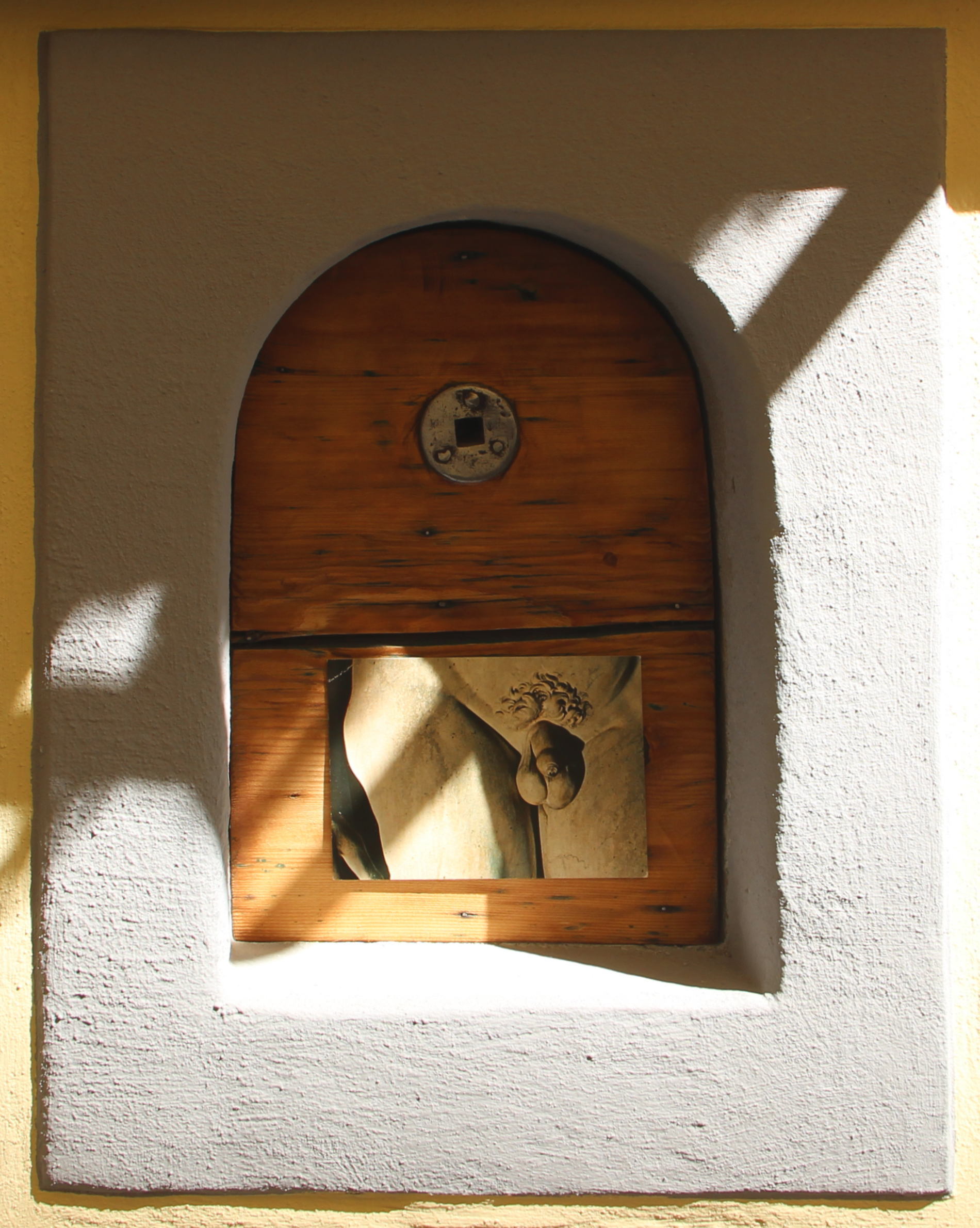
Una buchetta in via delle Belle Donne
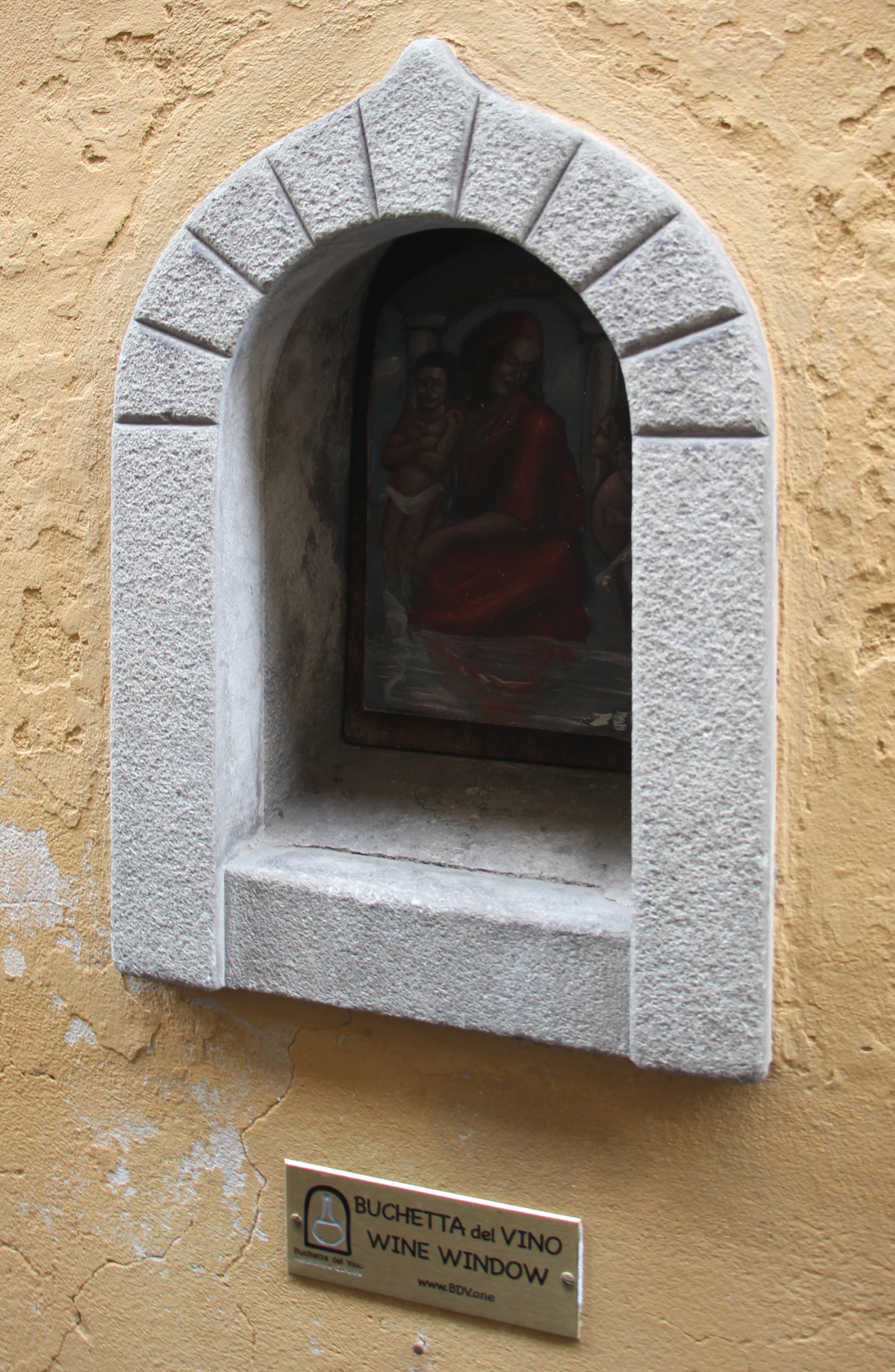
In via Santo Spirito